# Слотвина
Слотвина (укр. Слотвина) — река в Золочевском районе Львовской области, Украина. Правый приток Западного Буга (бассейн Вислы).
Длина реки 21 км, площадь бассейна 151 км². Речная долина местами слабовыражена, пойма двусторонняя, местами заболочена. Русло извилистое. В среднем течении в реку впадает множество мелиоративных каналов.
Истоки расположены юго-восточнее села Ожидов, неподалёку от западных склонов Вороняк. Течёт преимущественно на запад по равнинной территории Надбужанской котловины, впадает в Западный Буг в городе Буске.